# Värötunneln
Värötunneln är en motorvägstunnel på E6/E20 under Brobergen i Varbergs kommun, omedelbart norr om ån Viskan och den enda vägtunneln i Halland. Tunneln invigdes 1981 när motorvägen förlängdes från Frillesås till en tillfällig anslutning vid Åskloster norr om Varberg. Värötunneln utgör idag också en del i den viktiga motorvägen mellan Oslo och Köpenhamn via Göteborg. Tunneln är 265 meter lång.
När motorvägen projekterades hade ingenjörerna att välja mellan en genomskärning av Brobergen och en tunnel. På grund av Viskans dalgång var alternativet att bygga upp mot berget uteslutet. Man valde tunnellösningen eftersom berget ansågs vara av tillräckligt god kvalité. Landskapsbilden och estetiska skäl talade också för en tunnel liksom kostnadsskäl, då en genomskärning skulle bli lika dyr.   
Arbetet påbörjades 1979. Tunneln invigdes 1981 och ersatte den tidigare E6-sträckningen, som gick genom Väröbacka med Ringhals kärnkraftverk och Södra Cell Värö (Värö bruk). Den senare industrin var tidigare upphov till en kraftig sulfatlukt, som var starkt kännbar bland annat i tunneln, men under senare år har åtgärder genomförts som minskat de så kallade "luktstötarna". 
Av de tunnlar i Sverige som är skyltade 110 km/h är Värötunneln längst.

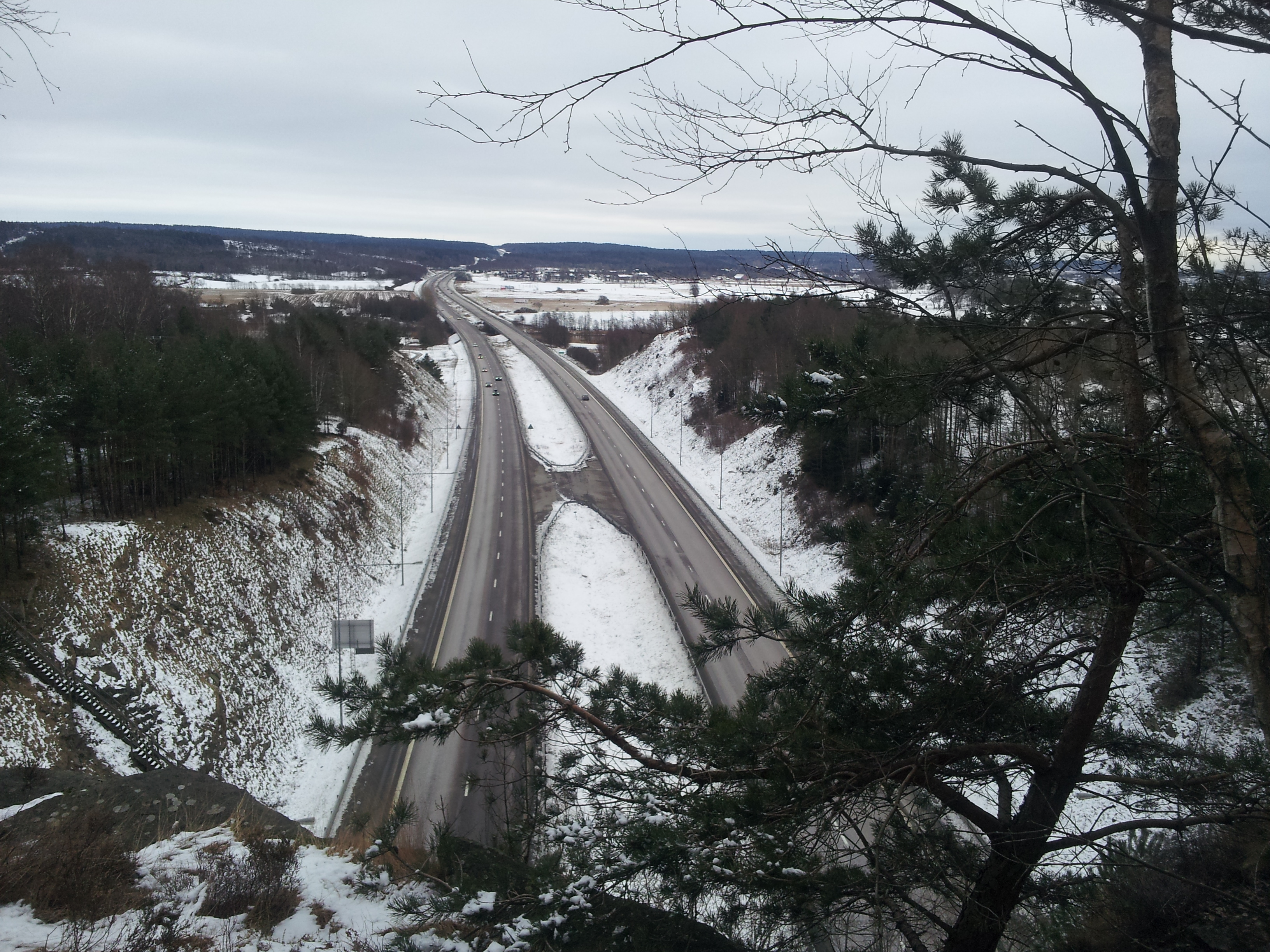
Värötunneln, bilden tagen mot söder.